# Hexatoma cimicoides
Hexatoma cimicoides là một loài ruồi trong họ Limoniidae. Chúng phân bố ở miền Cổ bắc.